# Cantón Cuenca
Cantón Cuenca är en kanton i Ecuador.   Den ligger i provinsen Azuay, i den södra delen av landet, 300 km söder om huvudstaden Quito. Antalet invånare är 505 585. Arean är 3 191 kvadratkilometer.